# 摩周車站
摩周車站（日语：／ Mashū eki */?）是一由北海道旅客鐵道（JR北海道）所經營的鐵路車站，位於日本北海道川上郡弟子屈町境內，是釧網本線沿線較大型的車站之一，也是所在地弟子屈町的主車站。隸屬JR北海道釧路支社管轄範圍，配置有站員並設有綠窗口。
摩周車站在1929年設站時，是根據所在地行政區劃名而命名為弟子屈，但1990年時為了促進觀光，而根據附近知名的火山湖——摩周湖，將站名改為摩周。
摩周車站在站前街道旁設有一個足湯，是當地居民與觀光客經常休憩逗留的場所。

## 車站結構
2面3線的側式月台、島式月台的地面車站。曾經有許多貨物月台的側線。ホーム間は移動は跨線橋で連絡。
| 月台 | 路線      | 方向 | 目的地             |
| ---- | --------- | ---- | ------------------ |
| 1    | ■釧網本線 | 上行 | 知床斜里、網走方向 |
| 2    | ■釧網本線 | 下行 | 標茶、釧路方向     |
| 3    | ■釧網本線 | 下行 | 標茶、釧路方向     |

## 歷史
- 1929年（昭和4年）8月15日 - 以國有鐵道弟子屈車站開始營業，為一般車站。並設置濱釧路機車庫弟子屈駐泊室及人力旋車盤。
- 1936年（昭和11年）9月 - 車站大樓改建。
- 1937年（昭和12年）10月30日 - 弟子屈駐泊室改由釧路機車庫標茶分庫管理。
- 1982年（昭和57年）9月10日 - 廢除貨運處理。
- 1984年（昭和59年）2月1日 - 廢除行李處理。
- 1987年（昭和62年）4月1日 - 國鐵分割民營化後，由JR北海道繼承。
- 1990年（平成2年）11月20日 - 改稱為摩周車站。

## 車站周邊
- 國道241號
- 國道243號
- 國道391號
- 北海道道53號釧路鶴居弟子屈線
- 北海道道717號札友內弟子屈停車場線
- 道之驛摩周溫泉
- 弟子屈町公所
- 弟子屈警察署
- 弟子屈郵政局（併設日本郵政釧路支店弟子屈配送據點）
- 釧路信用金庫弟子屈分店
- 北洋銀行弟子屈分店
- 摩周湖農業協同組合（JA摩周湖）
- 摩周溫泉
- 阿寒巴士「摩周車站前」車站 - 弟子屈町內線、摩周湖方向、阿寒湖方向等

## 車站便當
- 摩周豬肉便當
- 摩周牛肉便當
- 摩周成吉思汗便當
  - 於冬季接受訂購及售賣，並需要等待5分鐘

## 相鄰車站
北海道旅客鐵道（JR北海道）
■釧網本線
快速「知床」
川湯溫泉（B66）－摩周（B64）－磯分內（B62）
普通
美留和（B65）－摩周（B64）－（※）南弟子屈（B63） －磯分內（B62）
（※）南弟子屈站廃站

## 外部連結
- （日語）JR北海道 – 摩周車站 （页面存档备份，存于）
- （日語）全驛參觀之旅 （页面存档备份，存于）

1. ↑  『北海道 釧網本線』 p. 84